# Iglesia Matriz Santa Rosa de Oxapampa
La Iglesia Matriz Santa Rosa de Oxapampa es el principal edificio religioso en Oxapampa en el departamento de Pasco en Perú. En diciembre de 1940 tuvo la inauguración oficial del nuevo templo por su Excla Monseñor Buenaventura L. de Uriarte recién consagrado Obispo.
Un mes antes su excelencia hizo su entrada oficial como prelado al pueblo de Oxapampa veamos como describe este importante hecho el ¨corresponsal viajero¨
Debido a la gentileza del Sr. Comandante de la base aérea de San Ramón Don Luis Sologuren, el día siete de noviembre, volaba su Excelencia Monseñor Buenaventura L. de Uriarte acompañado de su secretario R.P 
- Datos: Q28794231
- Multimedia: Iglesia Matriz Santa Rosa de Oxapampa / Q28794231